# Fifth Third Bank Tennis Championships 2012
Il Fifth Third Bank Tennis Championships 2012 è stato un torneo professionistico di tennis giocato sul cemento. È stata la 18ª edizione del torneo maschile, la 16ª del torneo femminile, e fanno parte rispettivamente dell'ATP Challenger Tour nell'ambito dell'ATP Challenger Tour 2012, e dell'ITF Women's Circuit nell'ambito dell'ITF Women's Circuit 2012. Il torneo maschile e quello femminile si sono giocati a Lexington negli USA dal 23 al 29 luglio 2012.

## Partecipanti ATP

### Teste di serie
| Nazionalità     | Giocatore              | Ranking* | Testa di serie |
| --------------- | ---------------------- | -------- | -------------- |
| Belgio          | Maxime Authom          | 183      | 1              |
| Rep. Dominicana | Víctor Estrella Burgos | 192      | 2              |
| Francia         | Adrian Mannarino       | 197      | 3              |
| Stati Uniti     | Denis Kudla            | 198      | 4              |
| Regno Unito     | Jamie Baker            | 201      | 5              |
| Argentina       | Agustín Velotti        | 205      | 6              |
| Australia       | James Duckworth        | 214      | 7              |
| Canada          | Érik Chvojka           | 225      | 8              |

- Rankings al 16 luglio 2012.

### Altri partecipanti
Giocatori che hanno ricevuto una wild card:
- Chase Buchanan
- Christian Harrison
- Daniel Kosakowski
- Eric Quigley

Giocatori che hanno ricevuto un entry come special exempt per il tabellone principale:
- Adrien Bossel
- Daniel King-Turner

Giocatori passati dalle qualificazioni:
- Sekou Bangoura
- Thomas Fabbiano
- Austin Krajicek
- Toshihide Matsui

## Partecipanti WTA

### Teste di serie
| Nazionalità | Giocatrice      | Ranking* | Testa di serie |
| ----------- | --------------- | -------- | -------------- |
| Australia   | Olivia Rogowska | 119      | 1              |
| Giappone    | Erika Sema      | 123      | 2              |
| Italia      | Karin Knapp     | 127      | 3              |
| Giappone    | Misaki Doi      | 140      | 4              |
| Francia     | Irena Pavlović  | 143      | 5              |
| Stati Uniti | Alison Riske    | 157      | 6              |
| Stati Uniti | Grace Min       | 169      | 7              |
| Stati Uniti | Madison Keys    | 175      | 8              |

- Rankings al 18 luglio 2012.

### Altre partecipanti
Giocatrici che hanno ricevuto una wild card:
- Mallory Burdette
- Bethanie Mattek-Sands
- Shelby Rogers
- Alexandra Stevenson

Giocatrici passate dalle qualificazioni:
- Jennifer Elie
- Lauren Embree
- Krista Hardebeck
- Ashley Weinhold

## Campioni

### Singolare maschile
- Denis Kudla ha battuto in finale  Érik Chvojka con il punteggio di 5–7, 7–5, 6–1.

### Singolare femminile
- Julia Glushko ha battuto in finale  Johanna Konta con il punteggio di 6–3, 6–0.

### Doppio maschile
- Austin Krajicek /  John Peers hanno battuto in finale  Tennys Sandgren /  Rhyne Williams con il punteggio di 6–1, 7–6(4).

### Doppio femminile
- Shūko Aoyama /  Xu Yifan hanno battuto in finale  Julia Glushko /  Olivia Rogowska con il punteggio di 7–5, 6(4)–7, [10–4].